# Lale Gül
Lale Gül, née le 3 novembre 1997 à Amsterdam, est une écrivaine néerlandaise d'origine turque.

## Biographie

### Enfance
Lale Gül grandit dans une famille turque immigrée aux Pays-Bas. Elle vit dans un quartier défavorisé, Kolenkit (en), et ne fréquente que des personnes de sa communauté ou, à l'école, d'autres communautés immigrées, toutes musulmanes à l'exception de quelques chrétiens originaires du Surinam. Les seuls Néerlandais autochtones sont ses professeurs.
La famille Gül vit dans un petit logement de 60 m², de sorte que Lale Gül ne connait jamais d'intimité. La vie est essentiellement communautaire, centrée sur la religion musulmane et la culture turque. Le week-end, la jeune fille va à l’école coranique où elle est éduquée dans la stricte observance des rites musulmans et dans la haine contre les États-Unis et Israël. Autrement dit, une vie en vase clos, entre voisins turcs, magasins turcs et la mosquée qui diffuse la propagande d’Erdoğan : par exemple, distribution (à la petite sœur de Lale) de dépliants pour boycotter les produits français à la suite d’une prise de parole de Macron.
À l'adolescence, elle découvre l'existence des bibliothèques, se met à dévorer les livres et commence à fréquenter un garçon néerlandais, qui l'accueille dans sa famille. Elle réalise alors qu'il existe d'autres mondes, d'autres cultures, d'autres manières de vivre. Elle cache ses fréquentations et ses évolutions à sa famille, y compris sa perte de foi, jusqu'à la publication de son premier roman.

### Premier roman

#### Polémique, menaces de mort et arrestations
En 2019, elle suit un atelier d’écriture du romancier Kees ’t Hart, puis écrit son histoire pendant deux ans. La critique contre la religion est remplacée par une critique contre sa mère, afin de ne pas choquer son milieu d'origine. Le 6 février 2021, elle publie Ik ga leven (« Je vais vivre »), un roman de trois cent cinquante-deux pages, aux éditions Prometheus. En moins d’un mois, le roman atteint le top 10 des ventes nationales et même la première place, qu'il occupe plusieurs semaines d'affilée.
Dès la publication de ce roman, Lale Gül est violemment critiquée par de nombreux groupes musulmans, dont la puissante organisation islamiste Millî Görüş (« Vision nationale ») ou encore le parti hollandais Denk, qui l'utilise lors de la campagne électorale pour les législatives, au terme de laquelle il obtient trois sièges. Sur les réseaux sociaux, la jeune femme est prise à partie, insultée et menacée de mort, au point qu'elle est obligée de se cacher.
Le 1er avril 2021, un jeune homme de dix-neuf ans est arrêté pour avoir proféré des menaces contre l'écrivaine. Trois semaines plus tard, c'est au tour d'un jeune Belge de quinze ans d'être interpellé par la police, pour l'avoir menacée en ligne. Ces deux personnes, qui appartiennent au mouvement Sharia4Belgium, font partie des plus de 70 menaces de mort reçues par Lale Gül à la mi-juin 2021.
Dans un entretien paru dans le magazine Flair, Lale Gül explique les raisons qui l'ont poussé à écrire son roman : « J’ai passé un accord avec moi-même : je vais écrire ce livre sur l’oppression au sein de ma communauté sans me préoccuper de ce que les gens disent. Tant que je suis en vie, je m’en tirerai. Les femmes de ma communauté se sont tues pendant tellement longtemps qu’il fallait que quelqu’un prenne la parole. Je pense qu’il est important que les Néerlandais sachent que, chaque jour, de cette façon, des femmes de notre pays sont opprimées. […] Mes parents disent qu’ils me haïssent à cause de ce que j’ai fait. Ils pensent que je suis une chienne ingrate et une pute. Tous les jours, des gens en colère frappent à la porte pour déverser leur colère sur moi. Je ne m’attendais vraiment pas à des réactions aussi violentes. Or, en réalité, elles ne font que confirmer à quel point j’ai raison. »
Le livre reçoit en novembre 2021 le prix Prix du public pour le livre hollandais (nl) . Il est le livre de langue originale néerlandaise le plus vendu en 2021 aux Pays-Bas, avec 207 000 exemplaires.

#### Soutiens nationaux et internationaux
Elle reçoit dans le même temps de plus en plus de soutiens, à mesure que les attaques deviennent visibles. Une pétition lancée par un ancien député du D66, parti de centre gauche, rassemble de nombreux signataires, parmi lesquels le chef du gouvernement Mark Rutte lui-même, tandis que le bourgmestre de la capitale hollandaise, membre du parti écologiste Gauche verte (GL), promet de lui trouver rapidement un logement.
En France, plusieurs journaux commencent à relayer l'affaire, à savoir Causeur et - surtout - Profession Spectacle : le traducteur Daniel Cunin, signataire de la pétition, cosigne avec Pierre Gelin-Monastier un texte présentant en détails l'histoire aux lecteurs français. Jean-Michel Lucas, économiste et ancien DRAC de l'ancienne région Aquitaine, demande quant à lui une intervention ferme des États au nom des droits culturels.
Un mois après les premiers articles parus, les médias nationaux prennent le relais : Jean-Jacques Franck publie dans Le Point un article qui reprend ce qui a déjà été écrit ailleurs, sans apporter d'éléments nouveaux ; puis c'est au tour du Monde, sous la plume de Jean-Pierre Stroobants, d'évoquer « les failles de l'intégration à la néerlandaise », le journaliste belge rapprochant par ailleurs l'histoire de Lale Gül de celle de Claire Koç, une journaliste de France Télévisions, née en Turquie, qui a grandi en France et qui a adopté un prénom français. Le 10 juin 2021, Lale Gül fait la couverture du Point à l'occasion d'un dossier intitulé : « Ces femmes qui défient les islamistes ».
En Europe, aux États-Unis et dans le monde, de nombreux médias apportent progressivement leur soutien à la jeune femme : le quotidien allemand Die Welt, et le quotidien italien La Repubblica en juin, le New York Times en août...

#### Parution en français
Son premier livre est paru en français sous le titre « Je vais vivre » en mai 2023, chez les éditions Fayard, dans une traduction de Daniel Cunin,.

### Deuxième roman
Lale Gül annonce, un mois après la sortie de son roman, la publication d'un second opus, dans lequel elle dit ne pas vouloir aborder la théologie de l'islam par crainte de perdre la vie. « Une de mes héroïnes préférées, Franca Treur, a écrit un livre dans lequel elle se bat pour sortir de son cercle réformé. Ce livre est devenu un best-seller. Dans le livre suivant, elle étudie la Bible à la recherche de récits sur l'inceste et le meurtre. J'avais l'intention de faire la même chose avec le Coran. Mais, hélas, je n'ai pas la liberté dont elle dispose en tant que chrétienne. »